# Puebla del Salvador
Puebla del Salvador ist ein Ort und eine Gemeinde (Municipio) mit 197 Einwohnern (Stand: 2024) in der Provinz Cuenca in der Autonomen Region Kastilien-La Mancha. 

## Geographie
Puebla del Salvador liegt etwa 59 Kilometer südsüdöstlich von Cuenca in einer Höhe von ca. 850 m. 

## Bevölkerungsentwicklung
| 1970 | 1981 | 1991 | 2001 | 2011 | 2021 |
| ---- | ---- | ---- | ---- | ---- | ---- |
| 513  | 375  | 327  | 278  | 239  | 183  |

## Sehenswürdigkeiten
- Kirche Verklärung Christi